# Bombardier Challenger 850
Bombardier Challenger 800 je dvomotorno reaktivno poslovno letalo kanadskega proizvajalca Bombardier Aerospace. Zasnovan je na podlagi potniškega CRJ200LR, Challenger 800 je največje poslovno letalo v razredu super-midsize.  

## Specifikacije
Podatki iz Bombardier stran
Splošne značilnosti
- Posadka: 2 + 1
- Število sedežev: Do 14
- Dolžina: 26,77 m (87 ft 10 in)
- Razpon kril: 21,21 m (69 ft 7 in)
- Višina: 6,22 m (20 ft 5 in)
- Površina kril: 48,35 m2 (520,4 sq ft)
- Teža praznega letala: 15.440 kg (34.039 lb)
- Maks. teža za taksiranje: 24.154 kg (53.250 lb)
- Maks. vzletna te

a: 24.040 kg (52.999 lb)
- Maks. pristajalna teža: 21.319 kg (47.000 lb)
- Maks. teža brez goriva: 19.958 kg (44.000 lb)
- Tipična operativena teža: 15.702 kg (34.617 lb)
- Maks. teže goriva: 8.289 kg (18.274 lb)
- Pogon letala: 2 × General Electric CF34-3B1 turbofan, 38,84 kN (8.730 lbf) potisk motorjev  vsak 41 kN (9.217 lbf) pri vzletu, MSA + 8 °C (73°F)

Zmogljivost
- Maks. hitrost: Mach (Vmo) 0,850
- Potovalna hitrost: 819 km/h (509 mph; 442 kn)
- Visoka potovalna hitrost: Mach 0,80 / 850 km/h (528 mph)
- Potovalna hitrost za velik dolet: Mach 0,74 / 787 km/h (489 mph)
- Doseg: 5.206 km (3.235 mi; 2.811 nmi) pri Mach 0,74
- Višina leta: 12.500 m (41.010 ft)

Letalska elektronika

- Rockwell Collins Pro Line 4 6-zaslonski EFIS
- Dvo-zaslonski EICAS
- Dvojni FFMS 4200
- Dvojni GPS
- Dvojni IRS
- Dvojni DME/ Dual ADF
- EGPWS
- TCAS II